# Maulde

Maulde este o comună în departamentul Nord, Franța. În 1 ianuarie 2022 avea o populație de 955 de locuitori.